# 1,3-dipolaire cycloadditie
De 1,3-dipolaire cycloadditie is, in haar meest algemene vorm, een organische reactie tussen een dipolarofiel met een 1,3-dipolaire verbinding, die leidt tot een heterocyclische vijfring. De 1,3-dipolaire cycloadditie behoort tot de pericyclische reacties.
Het algemeen reactieverloop kan als volgt worden voorgesteld:
Volgens de IUPAC-definitie van cycloadditie is dit een (3+2)-dipolaire cycloadditie, omdat de 1,3-dipolaire verbinding drie lineair verbonden atomen levert en het dipolarofiel twee, die samen een ring van 3+2=5 atomen vormen.

## Reagentia
Voorbeelden van dipolarofielen zijn alkenen en alkynen. Voorbeelden van 1,3-dipolaire verbindingen zijn aziden en nitriloxiden. Algemener komt elke molecule die ten minste één resonantiestructuur bezit met een geladen 1,3-dipool in aanmerking voor dit type reactie.

## Specifieke 1,3-dipolaire cycloaddities
Soms wordt nogal eens een striktere definitie gehanteerd, namelijk de koper(I)-gekatalyseerde 1,3-dipolaire cycloadditie van een alkyn en een azide tot een 1,2,3-triazool (dit wordt de Huisgen-1,3-dipolaire cycloadditie genoemd):
De reactie wordt vooral toegepast in de zogenaamde klikchemie, precisiescheikunde waar de te reageren stoffen zo gekozen worden dat ze maar op één specifieke manier met elkaar kunnen reageren, zodat geen bijproducten gevormd worden. Verder gaan klikreacties vaak door bij lagere temperatuur, waardoor ze ook geschikt zijn om uit te voeren aan gevoelige verbindingen, bijvoorbeeld eiwitten (zonder dat zij denatureren).
De Kinugasa-reactie is een 1,3-dipolaire cycloadditie tussen een eindstandig alkyn en een nitronverbinding waarmee een bètalactam gevormd wordt. De reactie verloopt eveneens in aanwezigheid van koper(I)zouten in katalytische of stoichiometrische hoeveelheden: